# 皮拉 (斯特雷區)
49°11′13″N 23°53′39″E / 49.18694°N 23.89417°E
皮拉（烏克蘭語：Пила），是烏克蘭的村庄，位於該國西部利沃夫州，由斯特雷區莫爾申市鎮負責管轄，始建於1517年，面積0.12平方公里，海拔高度316米，2001年人口20，人口密度每平方公里169.49人。